# Set Fire to the Rain
Set Fire to the Rain ist ein Popsong der britischen Sängerin Adele. Das Stück wurde am 4. Juli 2011 als zweite Singleauskopplung aus ihrem zweiten Studioalbum 21 veröffentlicht, war jedoch bereits ab dem 25. März als Download erhältlich. In den USA wurde die Single nach Rolling in the Deep und Someone Like You zu Adeles drittem Nummer-eins-Hit aus dem Album 21.

## Hintergrund
Set Fire to the Rain wurde von Fraser T. Smith produziert und von Adele und Fraser T. Smith geschrieben. Bei diesem Lied reicht Adeles Stimmumfang von Bb3 bis D5. Das Lied beschreibt die negativen Elemente einer Beziehung und die Unmöglichkeit der Trennung.

## Rezeption
John Murphy von MusicOMH bezeichnete das Lied als „Powerballade“. Die Frankfurter Allgemeine Zeitung bewertete das Lied als einen mit sündhaft üppigen Streichern überzuckerten Popsong. Das Lied ist die Intromusik für die deutsche Real-Life-Doku Julia Leischik sucht: Bitte melde dich bei Sat.1. 2012 spielte die belarussische Post-Hardcore/Metalcore-Band Dead Silence Hides My Cries eine Coverversion des Liedes ein.

## Kommerzieller Erfolg

### Chartplatzierungen
| ChartsChartplatzierungen       | Höchstplatzierung | Wochen |
| ------------------------------ | ----------------- | ------ |
| Deutschland (GfK)              | 6 (60 Wo.)        | 60     |
| Österreich (Ö3)                | 5 (41 Wo.)        | 41     |
| Schweiz (IFPI)                 | 4 (60 Wo.)        | 60     |
| Vereinigte Staaten (Billboard) | 1 (39 Wo.)        | 39     |
| Vereinigtes Königreich (OCC)   | 11 (78 Wo.)       | 78     |

| ChartsJahrescharts (2011)    | Platzierung |
| ---------------------------- | ----------- |
| Deutschland (GfK)            | 16          |
| Österreich (Ö3)              | 25          |
| Schweiz (IFPI)               | 10          |
| Vereinigtes Königreich (OCC) | 29          |

| ChartsJahrescharts (2012)      | Platzierung |
| ------------------------------ | ----------- |
| Vereinigte Staaten (Billboard) | 12          |

### Auszeichnungen für Musikverkäufe
| Land/Region                  | Auszeichnungen für Musikverkäufe (Land/Region, Auszeichnung, Verkäufe) | Verkäufe   |
| ---------------------------- | ---------------------------------------------------------------------- | ---------- |
| Australien (ARIA)            | 3× Platin                                                              | 210.000    |
| Belgien (BRMA)               | Platin                                                                 | 30.000     |
| Brasilien (PMB)              | 2× Diamant                                                             | 500.000    |
| Dänemark (IFPI)              | 3× Platin                                                              | 270.000    |
| Deutschland (BVMI)           | Platin                                                                 | 300.000    |
| Frankreich (SNEP)            | —                                                                      | 152.000    |
| Griechenland (IFPI)          | 2× Platin                                                              | 40.000     |
| Italien (FIMI)               | 3× Platin                                                              | 90.000     |
| Kanada (MC)                  | Diamant                                                                | 800.000    |
| Mexiko (AMPROFON)            | 2× Platin                                                              | 120.000    |
| Neuseeland (RMNZ)            | 5× Platin                                                              | 150.000    |
| Norwegen (IFPI)              | Platin                                                                 | 60.000     |
| Portugal (AFP)               | 2× Platin                                                              | 20.000     |
| Schweiz (IFPI)               | Platin                                                                 | 30.000     |
| Spanien (Promusicae)         | 3× Platin                                                              | 180.000    |
| Südkorea (KMCA)              | —                                                                      | 308.124    |
| Vereinigte Staaten (RIAA)    | 4× Platin                                                              | 4.552.000  |
| Vereinigtes Königreich (BPI) | 4× Platin                                                              | 2.400.000  |
| Insgesamt                    | 35× Platin · 3× Diamant ·                                              | 10.212.124 |

Hauptartikel: Adele (Sängerin)/Auszeichnungen für Musikverkäufe